# Raymond Yong
 (décembre 2017).
Si vous disposez d'ouvrages ou d'articles de référence ou si vous connaissez des sites web de qualité traitant du thème abordé ici, merci de compléter l'article en donnant les références utiles à sa vérifiabilité et en les liant à la section « Notes et références ».
Raymond Yong est un scientifique québécois né en 1929 à Singapour. 
Il est le directeur du centre géotechnique de l'Université McGill. 

## Honneurs
- 1985 - Prix Izaak-Walton-Killam
- 1985 - Chevalier de l'Ordre national du Québec
- 1987 - Membre de la Société royale du Canada
- 1989 - Prix Charles Dudley, American Society for Testing and Materials
- 1993 - Prix Legget,  Société canadienne de géotechnique